# Natalia Zaracho
Natalia Beatriz Zaracho (Villa Fiorito, 5 de julho de 1989) é uma coletora de recicláveis, sindicalista, ativista e política argentina. Filiada ao partido Frente Patria Grande, atualmente é deputada por Buenos Aires no Congresso da Nação Argentina.

## Biografia

### Primeiros anos e carreira
Natalia nasceu no ano de 1989. Cresceu em Villa Fiorito, um bairro da classe trabalhadora na conurbação da Grande Buenos Aires. Reside com dois seus filhos.
Em meio a crise econômica argentina que durou de 1998 até 2002, Zaracho começou a trabalhar como coletor de sucata de rua. Aos 25 anos de idade, ingressou no Movimiento de Trabajadores Excluidos ('Movimento dos Trabalhadores Rejeitados', que possui como sigla a MTE), que buscava agrupar e lutar pelas demandas dos trabalhadores do setor informal. Liderado por Juan Grabois, o MTE mais tarde passaria a fazer parte da Frente Patria Grande.

## Política

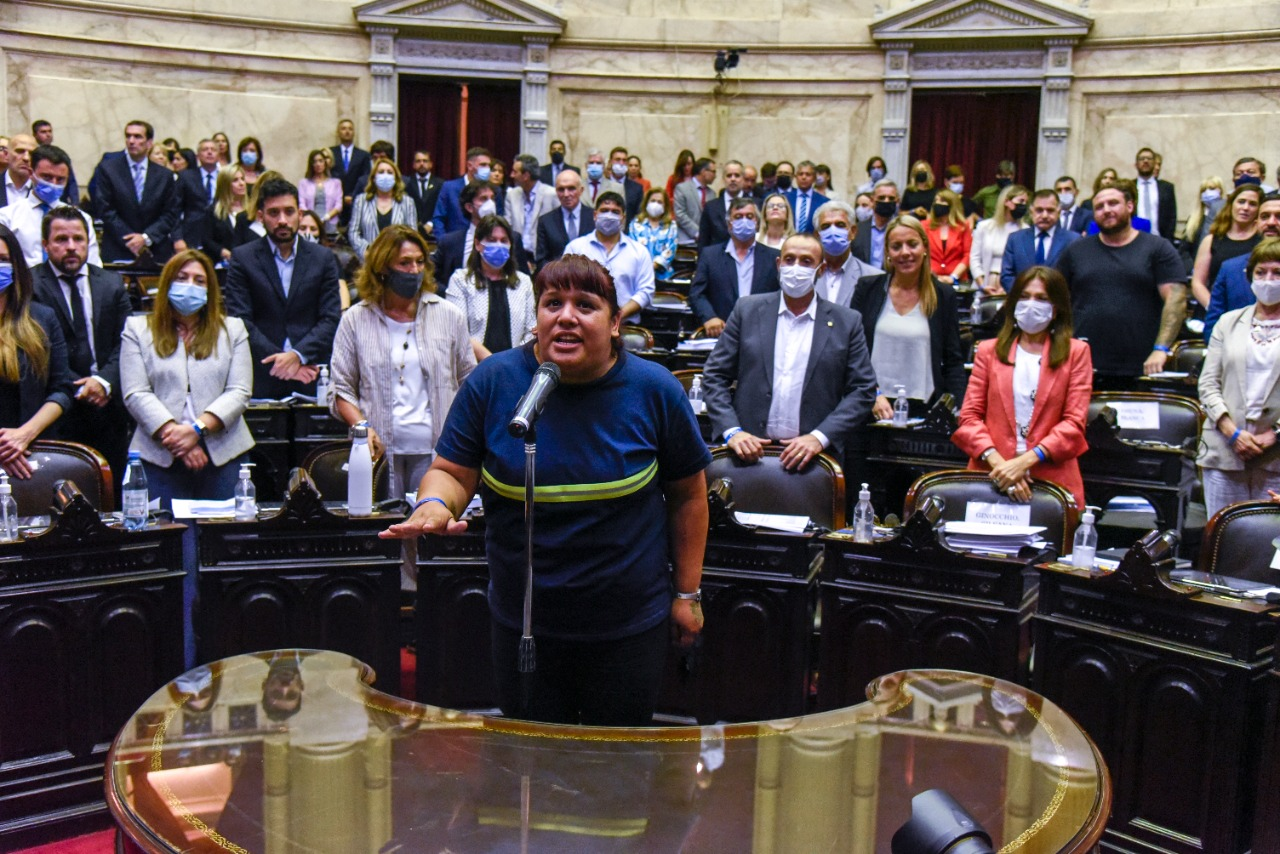
Zaracho toma posse como deputada em 16 de dezembro de 2021.

A carreira política de Zaracho começou como assessora legislativa do economista e político Itai Hagman. Em entrevista ao jornal argentino Página/12, afirmou que inicialmente relutou em concorrer a um cargo público, pois considerava a política tradicional um "lugar muito hostil". Na eleição presidencial de 2019, filiada a Frente Pátria Grande como parte da coalizão mais ampla da Frente de Todos (FDT), Zaracho concorreu a uma cadeira na Câmara dos Deputados da Nação Argentina como o 26º candidato na lista da Frente de Todos na província de Buenos Aires. A lista recebeu 52,64% dos votos, o que não foi  suficiente para Zaracho atingir o quociente eleitoral.
Em 2021, a deputada do FDT Daniela Vilar renunciou ao cargo para assumir o cargo de ministra do governo na província de Buenos Aires. Zaracho foi chamada para preencher a vaga de Vilar para o restante do mandato de 2019-2023. Tomou posse como deputada em 16 de dezembro de 2021. A imprensa argentina a destacou como “a primeira deputada cartonera". Durante a cerimônia de posse, ela prestou juramento “pela pátria cartonera e pela luta dos pobres do nosso país”, vestindo seu uniforme de sucateira.
Como deputada, Zaracho afirmou que quer pressionar pela implementação de uma renda básica universal na Argentina, citando as deficiências do benefício universal por filho (AUH) e de outros programas de assistência social semelhantes introduzidos durante os governos progressistas de Néstor Kirchner e Cristina Kirchner.
Em fevereiro de 2023, ela foi brevemente detida pela polícia local em Lanús, Buenos Aires, após uma alteração com uma equipe policial de plantão. Segundo Zaracho, ela viu dois policiais espancando um jovem e interveio para fazê-los parar. Após isso, Zaracho foi detida e mantida em um carro da polícia, antes de ser transferida para uma delegacia de polícia próxima. Apesar de afirmar ser deputada titular (contando, portanto, com imunidade parlamentar), permaneceu presa por três horas. O incidente provocou a condenação da presidente da Câmara dos Deputados, Cecilia Moreau, que exigiu sua libertação ao tomar conhecimento da situação. Néstor Grindetti, prefeito de Lanús e membro do partido de oposição, alegou que Zaracho tentou agredir e provocar diretamente os policiais presentes no local que prendiam um motorista com uma motocicleta roubada.
Como deputada, atua na oposição ao governo de Javier Milei.

### Desempenho eleitoral
| Eleição | Cargo             | Partido             | Nº da lista | Distrito                  | Votos     | Votos  | Votos  | Votos   | Resultado  | Referência |
| Eleição | Cargo             | Partido             | Nº da lista | Distrito                  | Votos     | Total  | %      | Posição | Resultado  | Referência |
| ------- | ----------------- | ------------------- | ----------- | ------------------------- | --------- | ------ | ------ | ------- | ---------- | ---------- |
| 2019    | Deputada Nacional | Frente de Todos     | 26          | Província de Buenos Aires | 5.113.359 | 52,64% | 52.64% | 1ª      | Não eleita | [ 18 ]     |
| 2023    | Deputada Nacional | Unión por la Patria | 8           | Província de Buenos Aires | 4.094.665 | 43,71% | 43.71% | 1ª      | Eleita     | [ 19 ]     |